# Grégoire Curmer
Pour les articles homonymes, voir Curmer.
Grégoire Curmer est un athlète français né le 27 novembre 1990. Le Savoyard, spécialiste de l'ultra-trail, a notamment remporté le Grand Raid 2019 et le Trail de Bourbon 2021. 
Il remporte la terre des Dieux en Corse ainsi que l’Ultra 01. 
Il possède également le record du GR 5 Chamonix - Briançon  et de l’ultra Transpenada Geres au Portugal  
Il réalise une 8e place à UTMB 2021.

## Origines familiales
Grégoire Curmer descend de l'un des frères de l'éditeur du 19e siècle Léon Curmer.

## Résultats
| Position          | Course                              | Distance / D+      | Depart     | Temps       |
| ----------------- | ----------------------------------- | ------------------ | ---------- | ----------- |
| Médaille d'argent | Ultra-Trail Snowdonia               | 168 Km / 9500 D+   | 12/05/2023 | 25h 15m 12s |
| Médaille d'or     | Trail de Bourbon                    | 106 Km / 6200 D+   | 22/10/2021 | 15h 02m 35s |
| 8e                | UTMB 2021                           | 171 km / 10000 D+  | 27/08/2021 | 23h 00m 10s |
| Médaille d'or     | Grand Raid                          | 165 Km / 9600 D+   | 17/10/2019 | 23h 33m 45s |
| 5e                | UTMB 2019 - TDS                     | 145,5 km / 9125 D+ | 28/08/2019 | 18h 45m 27s |
| Médaille d'argent | 100 Miles Of Istria 2019 - Red      | 169,6 km / 6350 D+ | 12/04/2019 | 18h 55m 50s |
| 7e                | Mozart 100 2019                     | 112 km / 5100 D+   | 15/06/2019 | 12h 41m 59s |
| 4e                | Salomon Cappadocia Ultra-trail      | 119 km / 3730 D+   | 20/10/2018 | 12h 44m38s  |
| 17e               | UTMB 2018                           | 170 km / 10000 D+  | 31/08/2018 | 24h 26m 59s |
| Médaille d'argent | Restonica Trail 2018                | 67 km / 4000 D+    | 08/07/2018 | 9h 19m 17s  |
| 14e               | Ultra-trail du Mt. Fuji - UTMF 2018 | 167 km / 9478 D+   | 27/04/2018 | 23h 32m 55s |